# Deborah Colker

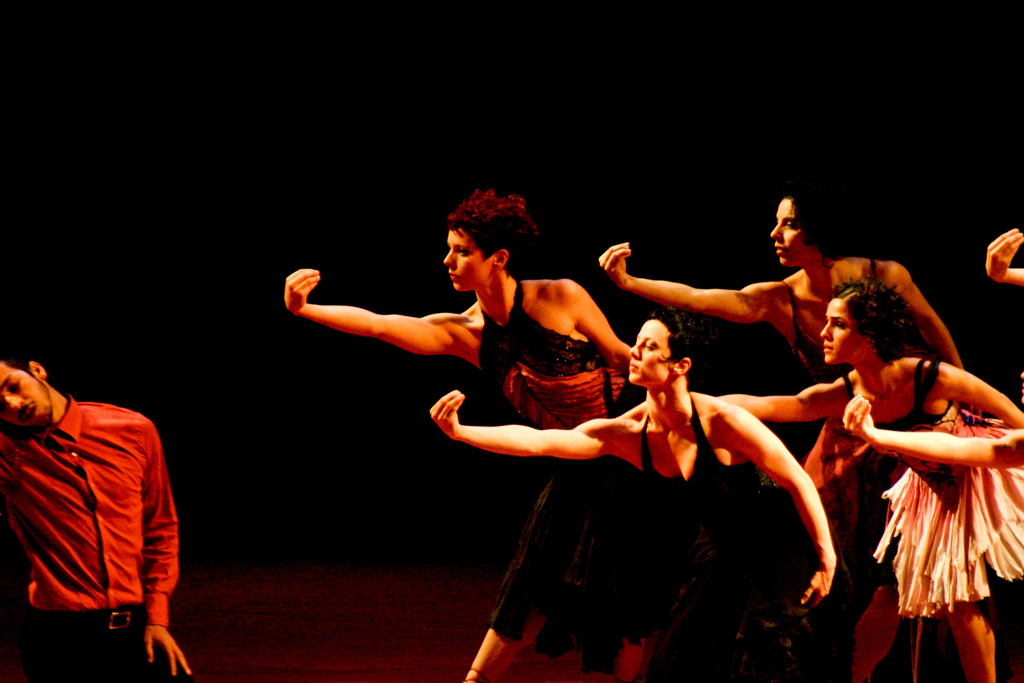
Companhia Deborah Colker tijdens een theaterfestival in Curitiba, maart 2008

Deborah Colker (Rio de Janeiro, 1961) is een Braziliaans danseres en choreografe.

## Biografie
Colker is van Joodse afkomst. Ze is de dochter van een dirigent. Ze heeft psychologie gestudeerd. Op 17-jarige leeftijd begon ze met haar dansopleiding.
Vanaf 1980 tot 1988 danste en regisseerde ze bij Grupo Coringa. In 1994 vormde zij de dansgroep Companhia Deborah Colker. Van 1995 tot 1997 deed zij de choreografie voor de Comissão de frente van de sambaschool Mangueira. In 2002 werd ze gevraagd een choreografie te schrijven voor het Ballet van Berlijn. Ze schreef de choreografie Maracanã (naar het voetbalstadion Maracanã) voor het Wereldkampioenschap voetbal 2006.
Naast de dans is Colker een tijd professioneel volleybalster geweest. Ook heeft ze een piano-opleiding op beroepsniveau.

## Shows
- 1994: Vulcão
- 1995: Velox
- 1996: MIX
- 1997: Rota
- 1999: Casa
- 2002: 4 por 4
- 2005: Nó
- 2006: Dínamo

## Prijzen
- 1997: Prêmio Ministério da Cultura voor Rota
- 2001: Lawrence Olivier Award voor MIX[1]